# Liechtenstein ai XXII Giochi olimpici invernali
Il Liechtenstein ha partecipato ai XXII Giochi olimpici invernali, che si sono svolti dal 7 al 23 febbraio a Soči in Russia, con una delegazione composta da quattro atleti.

## Sci alpino

### Uomini
| Gara            | Atleta         | Manche 1 | Manche 1  | Manche 2 | Manche 2  | Totale  | Totale    |
| Gara            | Atleta         | Tempo    | Posizione | Tempo    | Posizione | Tempo   | Posizione |
| --------------- | -------------- | -------- | --------- | -------- | --------- | ------- | --------- |
| Slalom gigante  | Marco Pfiffner | 1'27"64  | 46        | 1'29"08  | 44        | 2'56"72 | 42        |
| Slalom speciale | Marco Pfiffner | 53"46    | 47        | 1'02"02  | 26        | 1'55"48 | 24        |

### Donne
| Gara           | Atleta         | Manche 1 | Manche 1  | Manche 2 | Manche 2  | Totale  | Totale    |
| Gara           | Atleta         | Tempo    | Posizione | Tempo    | Posizione | Tempo   | Posizione |
| -------------- | -------------- | -------- | --------- | -------- | --------- | ------- | --------- |
| Slalom gigante | Marina Nigg    | 1'27"27  | 54        | 1'28"07  | 50        | 2'55"34 | 49        |
| Discesa libera | Tina Weirather | N/A      | N/A       | N/A      | N/A       | DNS     | DNS       |
| Supergigante   | Tina Weirather | N/A      | N/A       | N/A      | N/A       | DNS     | DNS       |
| Supercombinata | Tina Weirather | DNS      | DNS       | DNS      | DNS       | DNS     | DNS       |

## Sci di fondo
| Gara               | Atleta        | Finale    | Finale   | Finale    |
| Gara               | Atleta        | Tempo     | Distacco | Posizione |
| ------------------ | ------------- | --------- | -------- | --------- |
| 15 km maschile     | Philipp Haelg | 40'41"5   | +2'11"8  | 27        |
| Skiathlon maschile | Philipp Haelg | 1h12'47"8 | +4'32"4  | 43        |